# 都江堰市
30°59′53″N 103°37′09″E / 30.99806°N 103.61917°E
都江堰市是中华人民共和国四川省成都市西北的一个县级市，地理位置上位于成都平原的西北缘，岷江流入成都平原的出山口。都江堰以及道教圣地青城山在2000年列入世界遗产，都江堰市也是中国国家历史文化名城之一。因靠近震源地而在2008年汶川大地震中遭受重创，震后都江堰市出台全方面的灾后重建总体规划，2009年经济已恢复并超过震前水平，常住人口約71万人 。市人民政府駐幸福街道都江堰大道。
都江堰市原名灌县，历史悠久，在1988年以都江堰而易名为都江堰市至今。修建于战国时期的都江堰水利工程，两千多年来一直为成都平原和四川盆地发挥着防洪灌溉的作用。

## 历史
都江堰市的历史可追溯到在夏禹时代称“导江”，传说大禹治水导江至此而得名。都江堰市原名灌县，因灌江得名。因地处都江堰首，故名灌县。据《今县释名》：“汉文翁穿漕江灌溉，谓之金灌口，唐因置灌宁县，孟蜀改灌州，明改县。”一说今县城古名灌口，战国时秦国李冰治水，江水自此以灌平陆，为灌之口而名。三国蜀汉置都安县，北周又增置清城县。唐代两县分别改名为导江县和青城县，元朝合并为灌州，明朝降州置灌县，屬成都府。
1988年5月，经中国国务院批准撤销灌县设立都江堰市，以李冰父子建造的都江堰而得名。
2008年5月12日，都江堰市在汶川大地震中为极重灾区，城市遭到毁灭性破坏，有超过三千人遇难。

## 人口
2020年末，根据成都市第七次全国人口普查公报显示：都江堰市常住人口为710056人，男性人口占比48.74%，女性人口占比51.26%，年龄结构中0-14岁占比12.5%，15-59岁占比63.46%，60岁以上占比24.04%，65岁以上占比18.82%。

## 地理
都江堰市地处成都平原的西北边缘，西北为山地，东南距成都市48公里。介于东经103°25'42"～103°47'，北纬30°44'54"～31°22'9"之间。东西宽54公里，南北长68公里，都江堰市总面积1,208平方千米。地跨川西龙门山地带和成都平原岷江冲积扇扇顶部位。市境内地势西北高，东南低，全市山地丘陵面积占65.79%，平坝面积占34.21%。地势从高山、中山到低山再到平原逐级降低，海拔592～4,582米，相对高差3,900米。都江堰市在地质构造体系上，属华夏构造体系，跨成都平原和龙门山地区两个不同自然地理区，地貌单元属岷江冲积扇一级阶地。地势西北高，东南低，高山、中山、低山、丘陵和平原呈阶梯分布，山地、平原、水域面积大体为6:3:1，素有“六山一水三分田”之说。举世闻名的都江堰水利工程位于岷江出山进入平原处，是由战国时秦国蜀郡太守李冰父子设计建造的。工程“深淘滩、低作堰”，以“无坝引水”为特色。岷江经此枢纽后，除金马河继续为干流外，另分了六条河流灌溉农田，成为“天府之国”成都平原的繁荣基石，二千多年来一直发挥着巨大的作用。

### 气候
都江堰市属四川盆地中亚热带湿润气候区，四季分明，夏无酷暑，冬无严寒，雨量充沛，空气清新，气候宜人。历年最冷月平均气温4.6℃，最热月平均气温24.4℃。平均年降雨量为1,243.80mm。降雨量年内分配不均，年际总量变化不大；在空间分布上不均匀，由东南向西北，幅度在1,100～1,800mm之间；雨季平均开始于5月21日前后，平均结束于9月14日前后；一次降雨持续最长日数20天。区内主导风向：NW,C，风向频率（%）：12、41，最大风速：17米/秒，平均风速：1.3米/秒，本地无台风出现。年平均最大相对湿度80，最小相对湿度75，月平均最大84，月平均最小60；年平均最大绝对湿度15.2，最小绝对湿度14.3，月平均最大绝对湿度32.4，月平均最小绝对湿度2.8；30年来的气象监测表明，都江堰市空气湿度指数低于成都市各区（市）县。历年平均气压933.7，极端最高气压958.7, 极端最低气压912.2；最热季节的平均气压925.9，最冷季节的平均气压938.7，雨季气压928.0。全年晴天日数120天，阴天日数95天，雾天日数7天，历年平均日照时数1,016.9小时，历年平均雷暴日数28天。
| 都江堰市气象数据（1981年至2010年） | 都江堰市气象数据（1981年至2010年） | 都江堰市气象数据（1981年至2010年） | 都江堰市气象数据（1981年至2010年） | 都江堰市气象数据（1981年至2010年） | 都江堰市气象数据（1981年至2010年） | 都江堰市气象数据（1981年至2010年） | 都江堰市气象数据（1981年至2010年） | 都江堰市气象数据（1981年至2010年） | 都江堰市气象数据（1981年至2010年） | 都江堰市气象数据（1981年至2010年） | 都江堰市气象数据（1981年至2010年） | 都江堰市气象数据（1981年至2010年） | 都江堰市气象数据（1981年至2010年） |
| 月份                               | 1月                                | 2月                                | 3月                                | 4月                                | 5月                                | 6月                                | 7月                                | 8月                                | 9月                                | 10月                               | 11月                               | 12月                               | 全年                               |
| ---------------------------------- | ---------------------------------- | ---------------------------------- | ---------------------------------- | ---------------------------------- | ---------------------------------- | ---------------------------------- | ---------------------------------- | ---------------------------------- | ---------------------------------- | ---------------------------------- | ---------------------------------- | ---------------------------------- | ---------------------------------- |
| 历史最高温 °C（°F）                | 17.9 (64.2)                        | 21.0 (69.8)                        | 29.7 (85.5)                        | 31.3 (88.3)                        | 33.4 (92.1)                        | 34.7 (94.5)                        | 35.5 (95.9)                        | 35.0 (95.0)                        | 34.2 (93.6)                        | 28.2 (82.8)                        | 24.8 (76.6)                        | 17.2 (63.0)                        | 35.5 (95.9)                        |
| 平均高温 °C（°F）                  | 8.3 (46.9)                         | 10.3 (50.5)                        | 14.6 (58.3)                        | 20.2 (68.4)                        | 24.7 (76.5)                        | 26.7 (80.1)                        | 28.7 (83.7)                        | 28.3 (82.9)                        | 24.3 (75.7)                        | 19.2 (66.6)                        | 14.9 (58.8)                        | 9.7 (49.5)                         | 19.2 (66.5)                        |
| 日均气温 °C（°F）                  | 5.1 (41.2)                         | 7.0 (44.6)                         | 10.7 (51.3)                        | 15.8 (60.4)                        | 20.3 (68.5)                        | 22.9 (73.2)                        | 24.8 (76.6)                        | 24.3 (75.7)                        | 20.7 (69.3)                        | 16.1 (61.0)                        | 11.6 (52.9)                        | 6.4 (43.5)                         | 15.5 (59.9)                        |
| 平均低温 °C（°F）                  | 2.5 (36.5)                         | 4.5 (40.1)                         | 7.6 (45.7)                         | 12.2 (54.0)                        | 16.7 (62.1)                        | 19.7 (67.5)                        | 21.6 (70.9)                        | 21.2 (70.2)                        | 18.2 (64.8)                        | 13.9 (57.0)                        | 9.2 (48.6)                         | 3.9 (39.0)                         | 12.6 (54.7)                        |
| 历史最低温 °C（°F）                | −3.4 (25.9)                        | −4.1 (24.6)                        | −2.9 (26.8)                        | 3.6 (38.5)                         | 6.4 (43.5)                         | 13.3 (55.9)                        | 15.6 (60.1)                        | 15.0 (59.0)                        | 11.9 (53.4)                        | 2.9 (37.2)                         | 0.4 (32.7)                         | −7.1 (19.2)                        | −7.1 (19.2)                        |
| 平均降水量 mm（）                  | 16.3 (0.64)                        | 23.4 (0.92)                        | 40.7 (1.60)                        | 63.8 (2.51)                        | 90.9 (3.58)                        | 118.8 (4.68)                       | 230.1 (9.06)                       | 257.6 (10.14)                      | 166.3 (6.55)                       | 65.8 (2.59)                        | 30.6 (1.20)                        | 12.5 (0.49)                        | 1,116.8 (43.96)                    |
| 平均降水天数（≥ 0.1 mm）           | 10.4                               | 13.1                               | 15.3                               | 16.2                               | 17.5                               | 17.2                               | 18.7                               | 17.2                               | 20.3                               | 18.5                               | 12.4                               | 8.6                                | 185.4                              |
| 平均相對濕度（％）                 | 82                                 | 81                                 | 79                                 | 77                                 | 73                                 | 77                                 | 81                                 | 81                                 | 83                                 | 85                                 | 83                                 | 82                                 | 80                                 |
| 来源：中国气象数据网               |                                    |                                    |                                    |                                    |                                    |                                    |                                    |                                    |                                    |                                    |                                    |                                    |                                    |

## 行政区划
都江堰市下辖6个街道办事处、5个镇：
奎光塔街道、幸福街道、灌口街道、银杏街道、玉堂街道、蒲阳街道、聚源镇、天马镇、石羊镇、青城山镇和龙池镇。

### 区划沿革
1999年，都江堰市辖灌口镇、蒲阳镇、石羊镇、玉堂镇、幸福镇、中兴镇、柳街镇、聚源镇、天马镇、崇义镇、龙池镇、青城山镇；胥家乡、驾虹乡、金凤乡、向峨乡、土桥乡、安龙乡、两河乡、大乐乡、徐渡乡、沿江乡、民兴乡、青城乡、大观乡、白沙乡、麻溪乡、虹口乡。
2004年9月8日，经四川省人民政府批准，青城镇并入青城山镇，麻溪乡并入紫坪铺镇，金凤乡并入蒲阳镇，驾虹乡并入胥家镇，土桥乡并入崇义镇，沿江乡并入柳街镇，徐渡乡并入石羊镇，大乐乡并入安龙镇，两河乡并入大观镇。
2014年2月，经四川省人民政府批准，都江堰市调整部分行政区划。撤销紫坪铺镇、虹口乡和翠月湖镇，将紫坪铺镇和虹口乡所属行政区域划归龙池镇管辖，将翠月湖镇所辖行政区域划归青城山镇管辖。 将中兴镇沿江社区所属行政区域划归青城山镇管理，将胥家镇学府、锦绣、惠民、朝阳、高桥5个社区和蒲阳镇上游、壹街、尚阳3个社区所属行政区域划归灌口镇管理，将聚源镇张家湾社区所属行政区域划归幸福镇管辖。 撤销灌口镇和幸福镇，设置灌口、幸福、银杏、永丰、奎光塔5个街道办事处。 灌口街道办事处辖南桥、文庙、瑞莲、柳河、栏马桥、平义、灵岩、蒲阳路、建兴、紫东、玉带桥、太平、伏龙、西川14个社区所属行政区域。 幸福街道办事处辖观凤楼、翔凤桥、幸福、彩虹、岷江路、莲花、解放7个社区所属行政区域。银杏街道办事处辖宁江、银杏、王家桥、高埂、百花、万岭、学府、锦绣、惠民、朝阳、高桥、上游、壹街、尚阳14个社区所属行政区域。永丰街道办事处辖民丰、民主、永丰、石马、永寿、友爱、联盟、新联8个社区所属行政区域。奎光塔街道办事处辖奎光塔、观江、龙潭湾、安青、安顺、金江、滨河、勤俭人家、张家湾9个社区所属行政区域。

## 教育

### 教育概况
截止2014年6月，都江堰市有四川农业大学都江堰校区、成都东软学院、四川外国语大学成都学院、四川工商职业技术学院（原四川省轻工业学校）、四川水利职业技术学院、都江堰教育学院、成都大学分部、宁江职工大学等，有省属本科3所、省属中专3所，成都市属中专1所、技工学校4所，普通中学40所，职业高中2所，小学230所，在校学生8.6万名。其中都江堰中学为省级重点高中，都江堰市李冰中学为省级重点中学，徐渡职业高中为全国重点职业高中。

### 高等学校
| 序号 | 学校名称               | 主管部门       | 所在地                           | 层次   | 网址                                             |
| ---- | ---------------------- | -------------- | -------------------------------- | ------ | ------------------------------------------------ |
| 1    | 四川农业大学都江堰校区 | 四川省人民政府 | 都江堰市建设路288号              | 研究生 | http://djy.sicau.edu.cn/ （页面存档备份，存于）  |
| 2    | 成都东软学院           | 四川省教育厅   | 都江堰市青城山镇东软大道1号      | 本科   | http://www.nsu.edu.cn/ （页面存档备份，存于）    |
| 3    | 四川外国语大学成都学院 | 四川省教育厅   | 都江堰市大观镇高尔夫大道367号    | 本科   | http://www.cisisu.edu.cn/ （页面存档备份，存于） |
| 4    | 四川工商职业技术学院   | 四川省教育厅   | 都江堰市天府大道聚青路口         | 专科   | http://www.sctbc.net/ （页面存档备份，存于）     |
| 5    | 四川水利职业技术学院   | 四川省教育厅   | 都江堰市古堰景区侧（复兴街40号） | 专科   | http://www.swcvc.net.cn/ （页面存档备份，存于）  |

### 中等教育
| 序号 | 学校名称                         | 主管部门       | 所在地                           | 层次                           | 网址                                           |
| ---- | -------------------------------- | -------------- | -------------------------------- | ------------------------------ | ---------------------------------------------- |
| 1    | 四川省都江堰中学                 | 都江堰市教育局 | 都江堰市彩虹大道南段505号        | 普通高中（省级重点中学）       | http://www.djyzx.com/ （页面存档备份，存于）   |
| 2    | 成都树德中学都江堰外国语实验学校 | 都江堰市教育局 | 都江堰市学府路418号              | 普通高中（成都市重点中学）     | http://www.dfles.net/ （页面存档备份，存于）   |
| 3    | 都江堰市青城山高级中学           | 都江堰市教育局 | 都江堰市中兴镇（青城山快铁站旁） | 普通高中                       | http://www.qcsgjzx.com/ （页面存档备份，存于） |
| 4    | 都江堰市八一聚源高级中学         | 都江堰市教育局 | 都江堰市聚源镇迎祥村             | 普通高中                       | http://www.byjygz.com/ （页面存档备份，存于）  |
| 5    | 都江堰市职业中学                 | 都江堰市教育局 | 都江堰市古堰景区侧（复兴街40号） | 职业高中（国家级重点职业中学） | http://www.djyzz.com/ （页面存档备份，存于）   |

## 交通
都江堰因其位于成都平原往川西高原的关口位置，拥有西连松潘、茂县的松茂古道和东连成都的成灌驿道，自古以来就是川西高原乃至藏区与成都进行商贸和人员往来的节点，都江堰也较早拥有了向东通往成都、向西连接阿坝各地的公路网。2008年汶川地震后，都江堰在灾后重建中建立了连接成都市区与川西各旅游景点的高速公路、快速铁路网络，还有现代有轨电车与登山铁道正在修建。

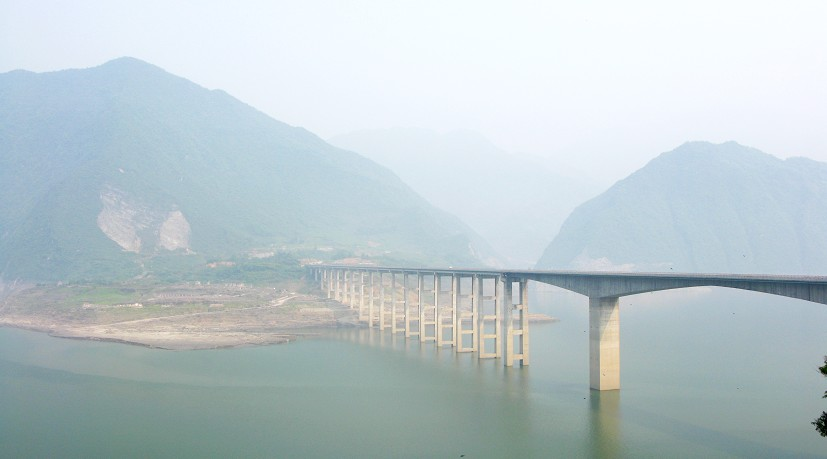
汶川大地震后重建的都汶高速庙子坪大桥

### 公路交通

#### 国道
213国道
 317国道
 350国道

#### 高速公路
蓉昌高速：成灌高速（2000）、都汶高速（2012）
 德都高速（2021）
 成都都市圈环线高速：蒲都高速（2020）

#### 发展历史
1913年，都江堰连接成都市区的成灌马路动工，该路在1926年建成通车，是四川省第一条可供机动车通行的标准公路。成灌马路长53.6公里，宽5-6米。后来，又陆续建成沙西路、成青旅游通道、西源大道等主干道、快速路网络；2000年，都江堰通往成都市区的成灌高速建成通车。
汶川大地震中，都江堰连通内外的道路网络受到严重影响，但灾后重建亦加速了都江堰的道路交通提升。2009年，都江堰向西连接汶川地震震中映秀镇的都汶高速都江堰至映秀段完成排险并建成通车；全线亦于2012年建成，并与汶马高速相连，继续向西通达马尔康。
随着成都都市圈建设的推进，都江堰亦被纳入成都都市圈高速环线建设。其中，蒲江-都江堰段于2020年建成通车，德阳-都江堰段于2021年建成通车。至此，都江堰形成了十字形的高速路网络，以及多条平行连接成都市区的快速路网络。

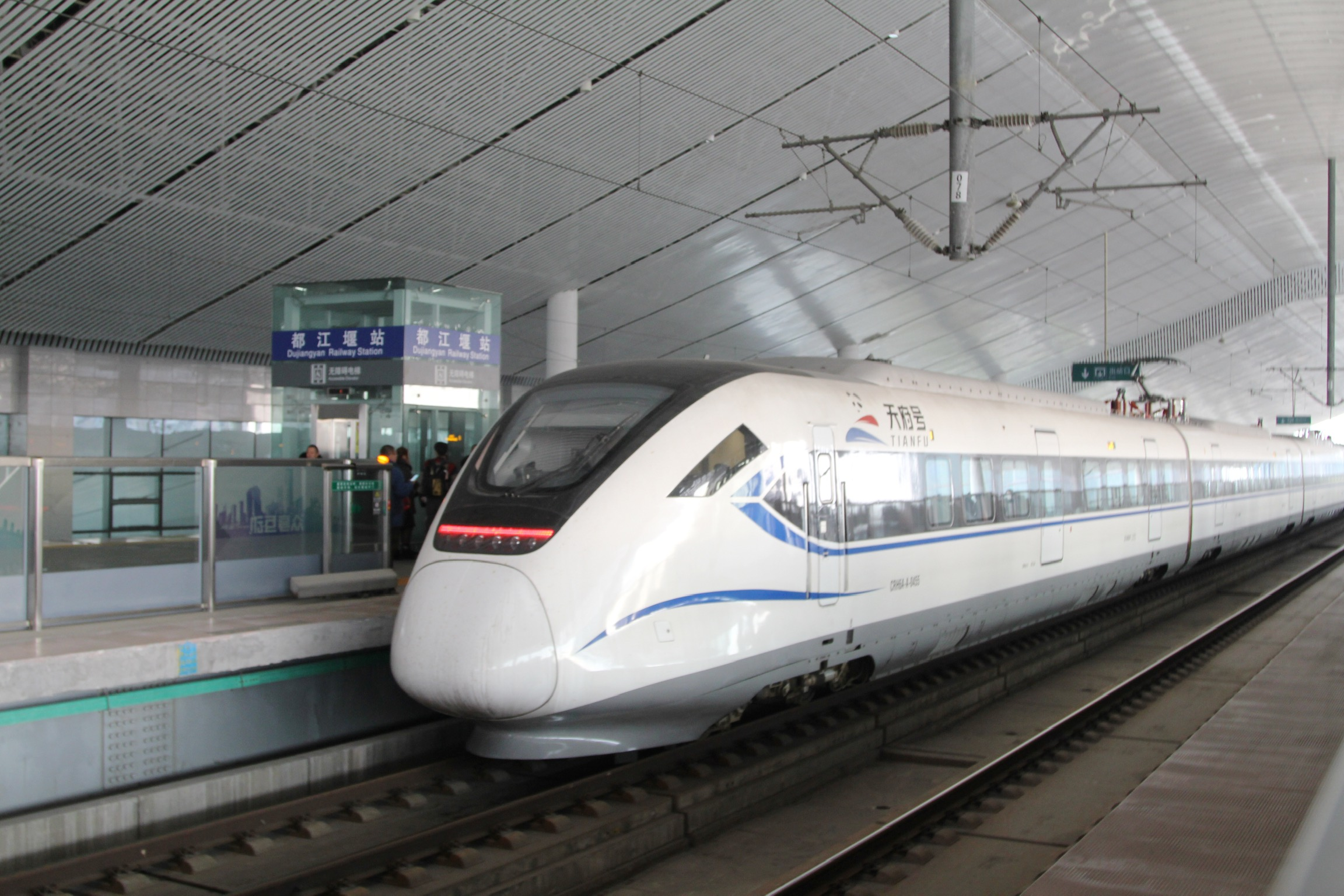
停靠在都江堰站的成灌铁路CRH6A-A“天府号”动车组

### 铁路交通

#### 普通铁路
成汶铁路：蒲阳站

#### 快速铁路
成灌铁路：崇义站（预留）、聚源站、都江堰站、中兴站（预留）、青城山站
成灌铁路离堆支线：迎宾路站、李冰广场站、离堆公园站

#### 发展历史
1966年，连接成都青白江与都江堰的成汶铁路通车。该线路原本计划延伸至汶川，后因地形过于复杂而仅完工青白江-蒲阳段。成汶铁路连接成都市青白江区、彭州市和都江堰市，经宝成铁路接入成都站，在建成后一度成为都江堰重要的客货运输通道。20世纪六七十年代，成汶铁路年均货运量19万吨、客运量8万人次。2008年汶川地震中，成汶铁路受到严重破坏。后经修复，至今仍发挥货运作用。
2008年汶川地震后，成灌铁路开工建设，并于2010年开通运营。该线路起于成都站，经郫都区到达都江堰市，并向南延伸至青城山站，是中国大陆首条国铁制式的电气化市郊铁路。该线路将都江堰市到成都市区的旅行时间缩减到半小时以内；2013年，离堆支线开通，线路以地下形式到达离堆广场站，可直达都江堰景区。2021年，成灌铁路完成公交化改造，上线“天府号”CRH6A-A列车高密度公交化运营，并支持“天府通”公交卡等多元支付方式。
2020年，都江堰经汶川到四姑娘山的山地齿轨铁路都四铁路开工，预计2026年建成。该线路从都江堰市区出发，经汶川映秀和卧龙自然保护区抵达四姑娘山风景区。都四铁路全长123.18公里，轨距1000毫米，采用齿轨列车技术，设计时速120km/h。
在未来，都江堰亦规划有成灌铁路自青城山站向南延伸形成成都外环铁路、以及向东对接成都地铁19号线的成都轨道交通S9号线。

### 市内公共交通

#### 常规公交
都江堰现有公交线路26条，基本覆盖都江堰城区内全境以及重要旅游景点。

#### 有轨电车
都江堰在建一条现代有轨电车线路，命名为都江堰M-TR旅游客运专线，计划2023年11月开通运营。该线包括长14.2公里、连接都江堰景区、成都融创文旅城和青城山景区的主线，长2.4公里、连接熊猫谷景区的熊猫谷支线和长3.4公里，连接成灌铁路都江堰站与都江堰市中心的都江堰支线。全线设置28座车站、2处停车场和1处车辆段，采用与成都有轨电车蓉2号线相同的阿尔斯通CITADIS 302五编组100%低地板有轨电车，最高运行速度70km/h。

## 经济

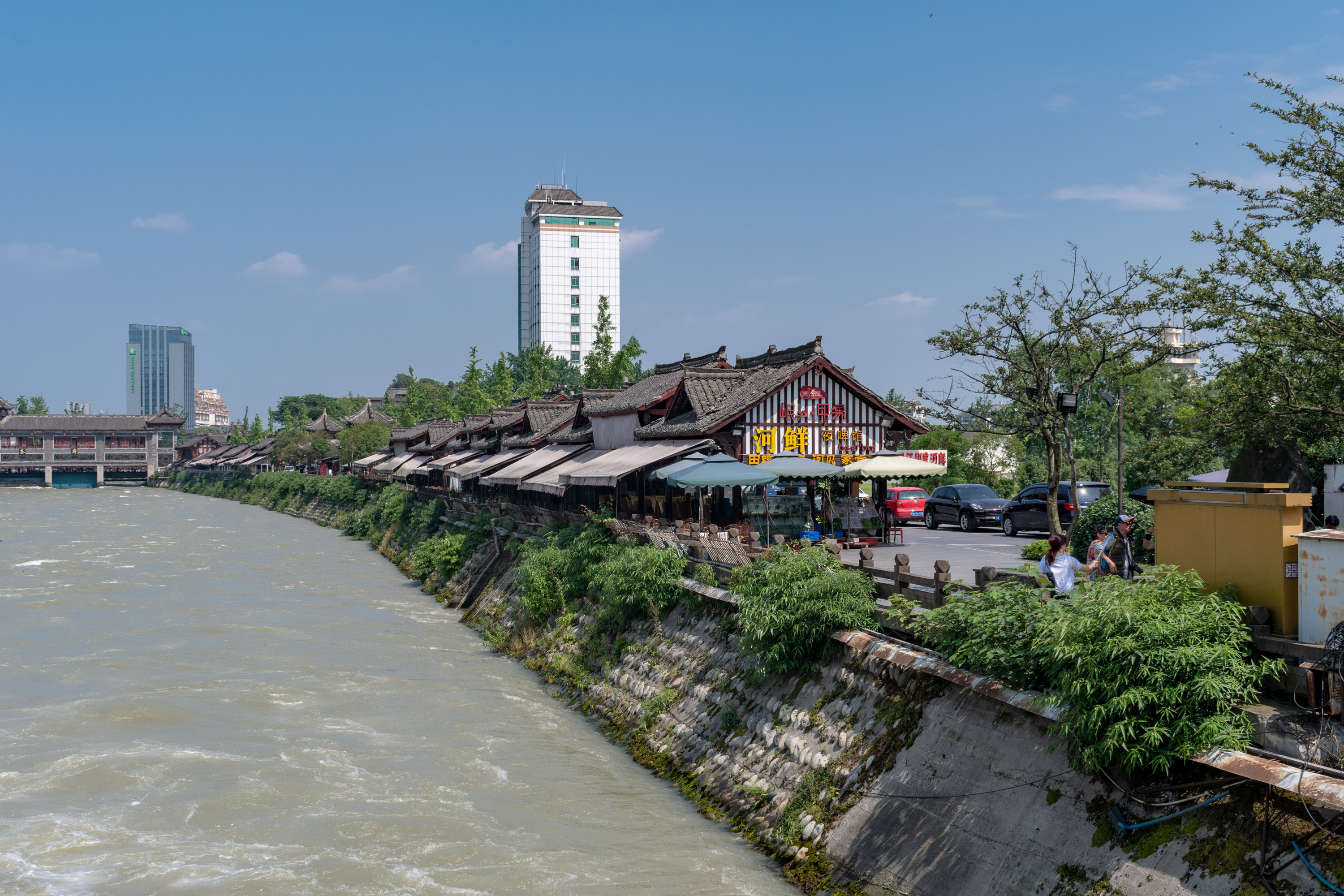
内江沿岸

都江堰经济以旅游业为主导，发展出以第三产业为支柱产业的区域经济。2020年，都江堰市地区生产总值441.7亿元人民币，三次产业结构比8.3:33.1:58.6，第三产业对经济增长贡献率过半。
2015年，全年GDP达到275.38亿，以第三产业增加值为主。

### 农业
截至2021年，都江堰年粮食总播面积22.03万亩，粮食产量19.05万吨，蔬菜和食用菌产量28.59万吨，生猪出栏22.12万头，农业总产值63.05亿元。都江堰农业依靠紧邻成都的区位条件，定位为都市现代农业，为毗邻成都都市圈提供生鲜农产品保障。都江堰以蔬果种植、中药材、冷水鱼和茶叶种植为农业特色产业，有川芎、猕猴桃、茶叶、方竹笋、厚朴五个地理标志产品，其中猕猴桃还为全国名特优新农产品、中国农产品地理标志产品，2021年出口量11万千克。
都江堰农业布局包括沿龙门山脉、以青城山为核心的“青山药谷”中药材产地和以都江堰灌区为核心的粮食蔬果种植区。都江堰还依靠灌区的林盘农业景观，融合第一产业和第三产业，推动农业和旅游业协调发展，并建立了四川省首个田园综合体“天府源”。

### 工业
都江堰工业以机械制造业、材料产业、旅游装备和休闲食品生产为主，2020年产业增加值146.27亿元人民币，贡献税收超10亿元人民币，是都江堰市主要的税收来源。
都江堰在汶川地震前以成汶铁路蒲阳站为核心形成了工业集中发展区，并在2003年以承接中国东部产业迁移为背景建设成为川苏科技产业园，承接江苏省产业转移；2008年汶川地震后，上海市对于都江堰工业进行了系统性基础设施援建，并在2010年更名为都江堰经济开发区。2018年，都江堰在经开区基础上成立青城山旅游装备产业功能区，后于2019年将蒲阳街道、向峨乡整体并入，成为都江堰市三大主要功能区之一。青城山旅游装备产业功能区总面积114亩，分为南北两区，北区在原有制造业基础上发展建材、精密机械、现代医药、健康食品制造业，南区发展旅游交通装备、户外装备、旅游低空飞行装备、旅游休闲食品制造、能源装备制造等产业，围绕旅游轨道交通、房车制造等产业引进完整产业链，并有元气森林、华都核能、纽塞特工业机器人等455家企业。

### 服务业

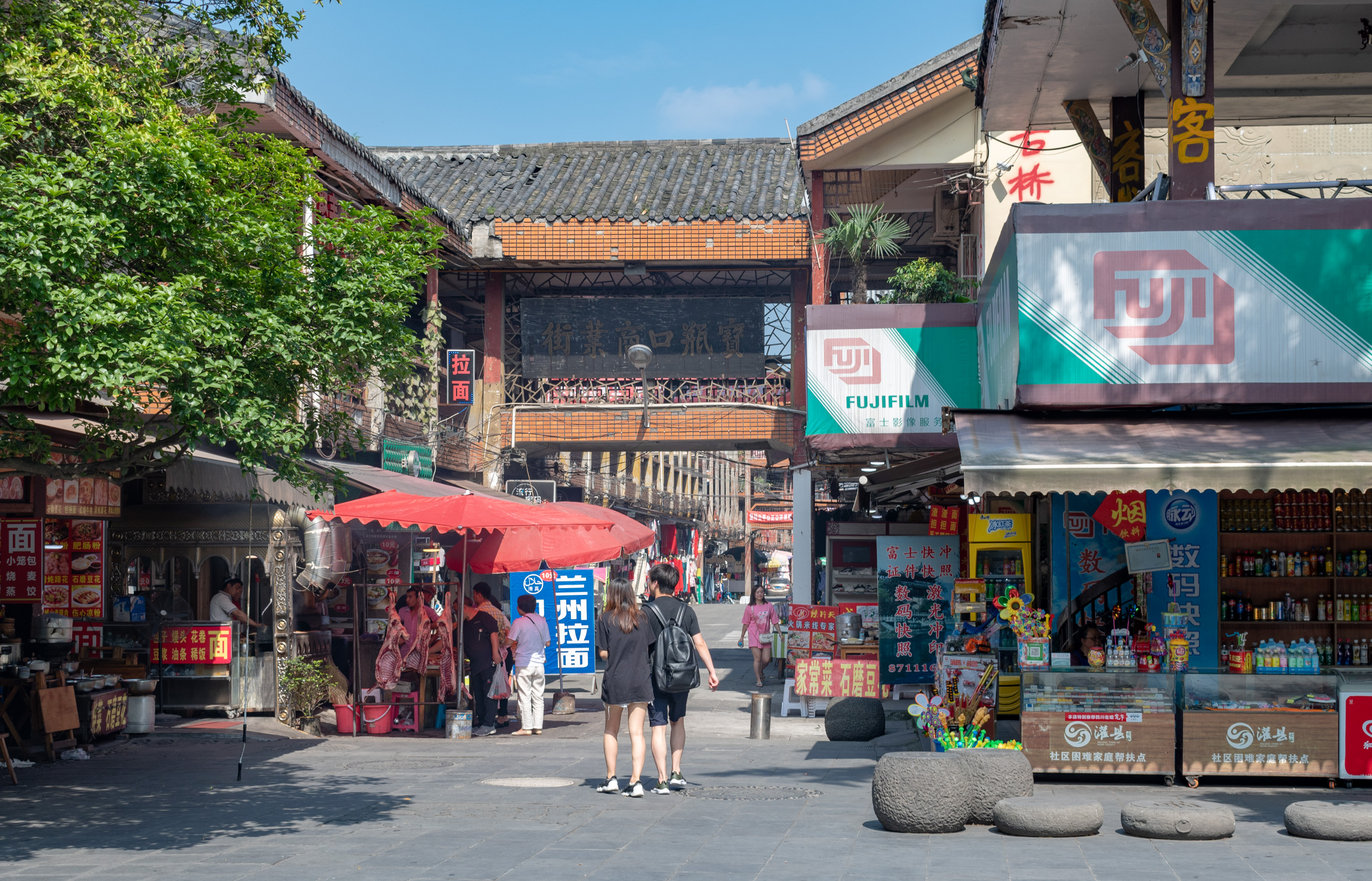
景区商业街

以旅游业为主的服务业是都江堰的支柱产业。2020年，都江堰第三产业增加值258.66亿元人民币，经济增长贡献率60.6%。其中，当年旅游业增加值97.17亿元人民币，接待游客2622万人次。都江堰拥有青城山-都江堰一处5A级景区，虹口、灌县古城两处4A级景区。
都江堰-青城山景区为都江堰旅游业的核心支柱，其运营公司在新冠肺炎疫情前的2019年全年收入达到1.095亿元人民币。但都江堰-青城山景区营业收入主要来自索道和观光车，经营项目单一。都江堰也面临游客消费低、不过夜等问题。
2015年，都江堰开始谋划旅游业转型升级，并在当年与万达集团签订协议，于玉堂片区投资550亿元人民币开发万达文旅城，打造酒店、主题乐园、购物中心等为一体的文旅综合体。后因万达受中国政府监管等缘故，都江堰万达文旅城被出售给融创文旅，并自2020年起逐步开业购物中心、水上乐园、室内滑雪场、主题乐园、会议中心和酒店等。此外，都江堰还借助汶川地震灾后重建的市区街道打造特色街巷，结合灌县古城发展城市旅游；又依托林盘景观，进行乡村旅游开发，推动全域乡村旅游。
除旅游业外，都江堰亦借助其区位优势和生态优势发展医疗康养产业，引入大量度假别墅和康养设施。都江堰-青城山保护区东侧被规划为大青城休闲旅游产业园区，规划多个医疗、养老、疗养设施。
在零售业方面，都江堰结合旅游产业规划，建设青城山景区及毗邻奥特莱斯商圈、融创文旅城与熊猫谷商圈、都江堰景区及灌县古城商圈，打造六条主题文化街。2020年，都江堰全年社会消费品零售总额150.9亿元人民币，批发零售业商品销售额和住宿餐饮业营业额累计292.83亿元人民币。

## 物产
- 有水稻、玉米、小麦、油菜籽、药材、蚕桑等多种农产品，是国家发展茶叶、川芎、红梅、黄柏、杜仲、厚朴（中国地理标志产品）、猕猴桃（中国地理标志产品）生产基地。
- 野生植物2000多种，有川西植物园之称。
- 辟有大熊猫、金丝猴等珍稀动物的保护区。
- 都江堰川芎：中国地理标志产品。都江堰市的川芎享誉国内外，被誉为“中国川芎之乡”。

## 文化和旅游

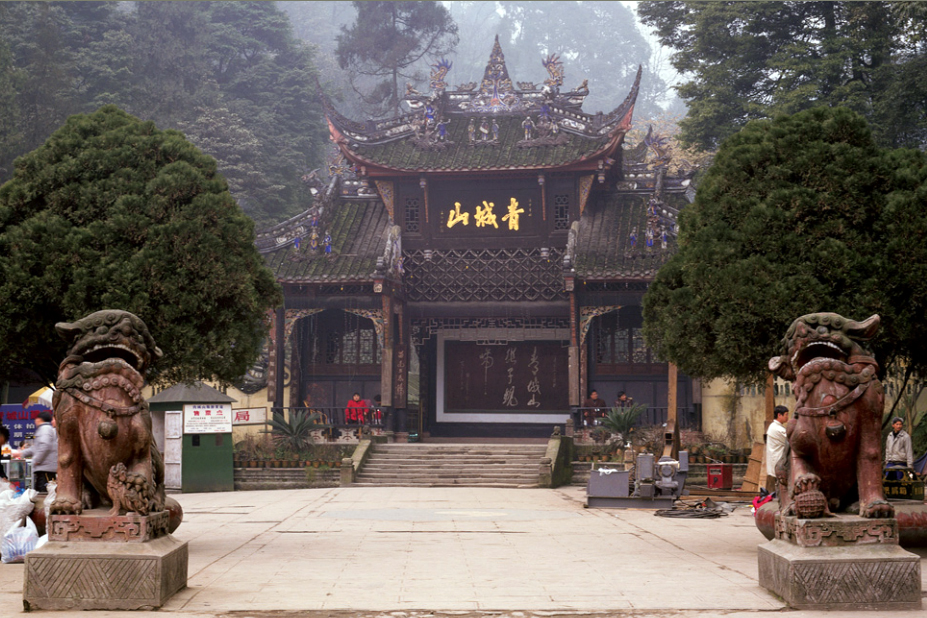
青城山

都江堰市以世界著名古代水利工程都江堰而得名，建于战国时期的都江堰，历经两千多年风雨仍发挥着越来越巨大的作用，千年无坝古堰堪称人与自然和谐统一。都江堰市有“拜水都江堰，问道青城山”之美传。
市境西部的青城山，是道教发祥地之一，也是正一道的祖庭，素有“青城天下幽”之称。前山上密布宫观，而后山则幽深古雅，保持了相当的原始风貌。目前，整个青城山—都江堰景区已经被联合国列入了世界遗产名录，并被国务院定为国家重点风景名胜区。
名胜古迹有都江堰水利工程、二王庙、青城山等。
- 国家历史文化名城：都江堰市
- 国家重点风景名胜区：青城山—都江堰
- 全国重点文物保护单位：都江堰

### 文物保护单位
全国重点文物保护单位6+0.5+0.5处：都江堰、奎光塔、青城山古建筑群、玉堂窑址、灵岩寺及千佛塔、灌口城隍庙、成都平原史前城址-芒城古城址、茶马古道-松茂古道。
省级文物保护单位8处：宣威门古城墙、文庙及魁星阁、大观普照寺、三佛洞摩崖造像、蒲阳兴隆桥、懋功寺、青城山摩崖石刻、青城山建福宫。